# Puffinus bailloni
Puffinus bailloni là một loài chim trong họ Procellariidae.